# Ussuriana
Ussuriana là một chi bướm ngày thuộc họ Lycaenidae.